# Al-Mahalla al-Kubra
Al-Mahalla al-Kubra, ägyptisch-arabisch El Mahalla El Kobra (arabisch المحلة الكبرى, DMG al-Maḥalla al-Kubrā), ist eine ägyptische Stadt am östlichen Arm des Nils im Gouvernement al-Gharbiyya. Mit etwa 522.799 Einwohnern gehört sie zu den größten Städten im Nildelta und des Landes. Neben der Landwirtschaft ist die Textilindustrie der wichtigste Wirtschaftszweig. Al-Mahalla al-Kubra ist Heimat des Fußballklubs Ghazl El-Mehalla, welcher 1973 die ägyptische Meisterschaft gewinnen konnte.
In al-Mahalla al-Kubra steht die größte Fabrikanlage Ägyptens, die „Spinnerei und Weberei Misr“. Aus den Streiks der Fabrik im April 2008 entwickelte sich die solidarische Jugendbewegung des 6. April, die ein wichtiges Element der späteren Revolution in Ägypten 2011 wurde.
Südwestlich von Al-Mahalla al-Kubra befindet sich ein Sendemast zur Verbreitung von UKW-Hörfunk- und Fernsehprogrammen, mit 323 Metern die höchste von Menschen errichtete Konstruktion in Ägypten.

## Bevölkerungsentwicklung
| Volkszählung 1976 | 292.853 |
| Volkszählung 1986 | 358.844 |
| Volkszählung 1996 | 395.402 |
| Volkszählung 2006 | 442.884 |
| Volkszählung 2017 | 522.799 |

## Persönlichkeiten
- Ibn Zunbul († 1574/75 oder 1653), Chronist und Geomantiker
- Muhammad Badi’e (* 1943), 8. Vorsitzender der Muslimbruderschaft
- Wael Gomaa (* 1975), Fußballspieler
- Reham abd-el Ghafur (* 1978), Schauspielerin
- Mohamed Elneny (* 1992), Fußballspieler